# Rue de la Tour
Rue de la Tour este o stradă din arondismentul 16 al Parisului. 

## Localizare și acces
Rue de la Tour este orientată în direcția est-vest.  Ea începe la est din Place de Costa-Rica și se termină un kilometru mai departe spre vest în Place Tattegrain. 
În afară de aceste drumuri, Rue de la Tour este intersectată sau străbătută de următoarele străzi de la est la vest: 
- nr. 11-15: rue Gavarni;
- nr. 28: drumul F / 16;
- nr. 25-29: rue Francisque-Sarcey;
- nr. 39-47 și 56-62: avenue Paul-Doumer;
- nr. 51-53: rue Vital;
- nr. 72 bis-74: rue Louis-David;
- nr. 63-65 și 76-78: rue Cortambert;
- nr. 75-79: rue Desbordes-Valmore;
- nr. 96 bis: villa de la Tour;

- nr. 83: villa Guibert;

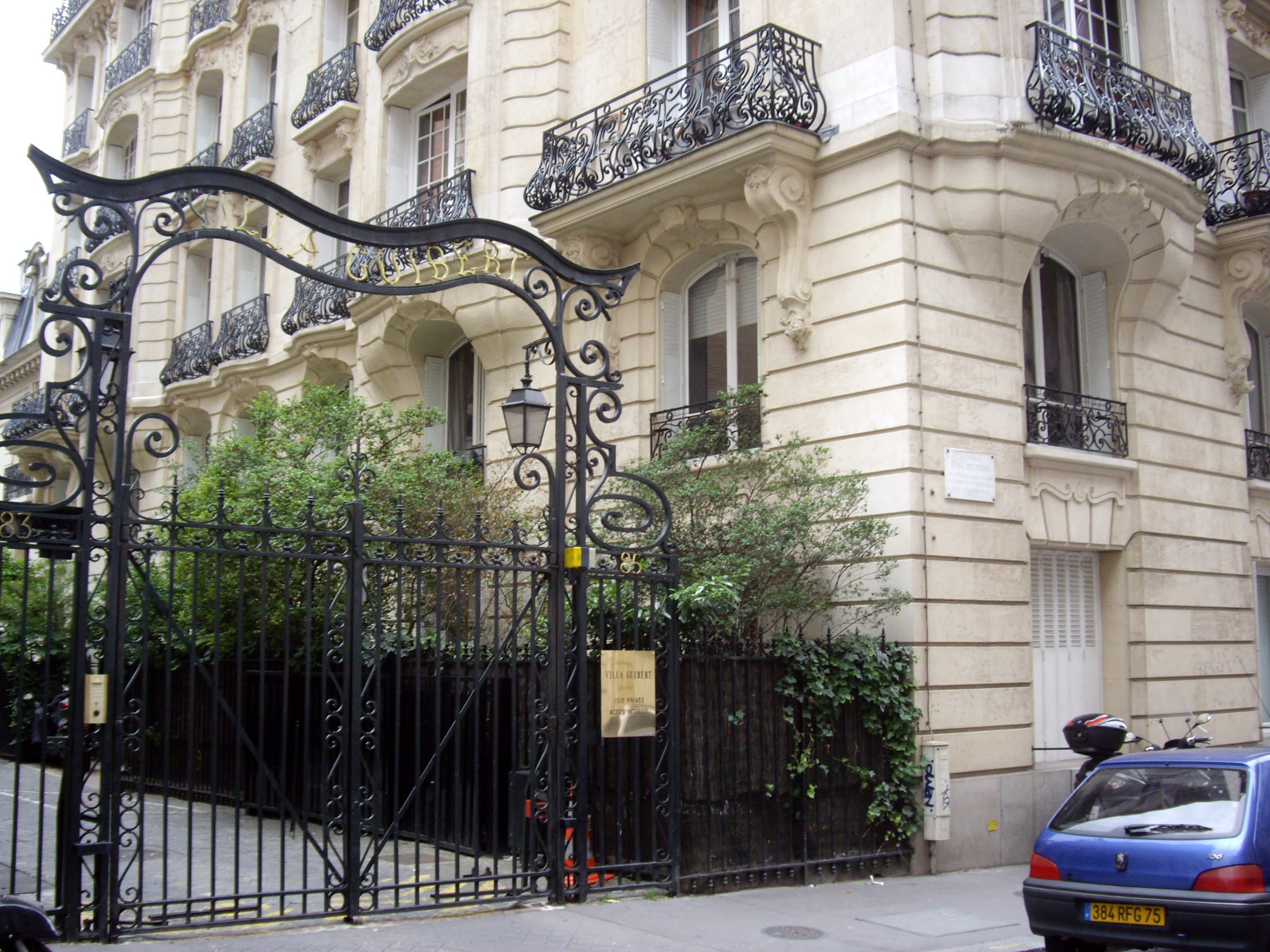
Intrarea în Vila Guibert de la nr. 83.

- nr. 100-102: rue Eugène-Delacroix;
- nr. 103-107 și 110-112: rue de la Pompe;
- nr. 110-112: rue Decamps;
- nr. 114-116: drumul W / 16;
- nr. 125-127 și 128-134: rue Mignard.

## Originea numelui
Strada își trage numele de la moara Turnului Passy, care mai exista încă în 1810 și a fost considerat ca aparținând conacului lui Filip cel Frumos. 

## Istoric
Acest drum al fostei comune Passy este menționat în 1605 și semnalat pe harta lui Roussel din 1730 sub numele de „chemin des Moines”, ca ducând de la mănăstirea Bonshommes la castelul Muette. 
La sfârșitul secolului al XVIII-lea drumul a fost transformat într-o stradă situată între străzile Passy și de la Pompe sub numele de „rue du Moulin-de-la-Tour” datorită prezenței unei mori construită pe locul unui turn vechi. 
În 1840 a fost prelungită până la avenue de Saint-Cloud, apoi, în 1858, până la route Militaire (boulevard Lannes ), înainte de a fi inclusă în rețeaua de străzi din Paris prin decretul din 23 mai 1863. 
În 1896 porțiunea situată între bulevardele Flandrin și Lannes a fost detașată pentru a crea rue Adolphe-Yvon. 

## Clădiri și locuri memoriale remarcabile
Rue de la Tour conține următoarele clădiri notabile:
- nr. 8: Jean Jaurès a locuit acolo până în 1899 (actualul hotel, construit în 1930 la nr. 6-10, a fost premiat la concursul de fațade din 1930).  El a locuit, de asemenea, într-o clădire din villa de la Tour.
- nr. 33-35: clădirea în care generalul Nivelle a locuit și a murit în 1924. A fost amplasată pe clădire o placă memorială;
- nr. 38: Jacques și Bernadette Chirac au locuit aici prin anii 1954-1955. Familia Chodron de Courcel a ocupat unul din cele patru pavilioane înlocuite în 1954 (?) de către două clădiri cu nouă etaje.[necesită citare]
- nr. 53: la parter se află fațada unei vechi brutării care a funcționat aici de la începutul secolului al XX-lea;[1]
- nr. 88:  urnul castelului de la Tour se mai află încă în curte și poate fi văzut la colțul străzilor Desbordes-Valmore și de la Tour. Împreună cu turnul său geamăn, distrus în jurul anului 1820, el era una dintre limitele domeniului regal al lui Philippe le Bel din Passy în jurul anului 1290;
- nr. 85: clădirea în care a murit poetul Jean Richepin în 1926. A fost amplasată pe clădire o placă memorială;
- nr. 86: Institut de la Tour, unde a studiat în special Brigitte Bardot;[2]
- nr. 89: clădirea în care s-a născut aviatorul Georges Guynemer în 1894. A fost amplasată pe clădire o placă memorială;
- nr. 96 bis: villa de la Tour. Jaurès a locuit acolo între 1899 și 31 iulie 1914. După asasinarea lui la Café du Croissant, corpul său a fost depus aici timp de câteva zile.
- nr. 104: clădirea în care a trăit compozitorul Henri Collet.  A fost amplasată pe clădire o placă memorială;
- nr. 123: pictorul postimpresionist Georges Laugée (1853-1937) a avut aici atelierul său începând din 1923.
- Édouard Vuillard (1868-1940) a locuit la capătul străzii (vezi picturile sale).[3]

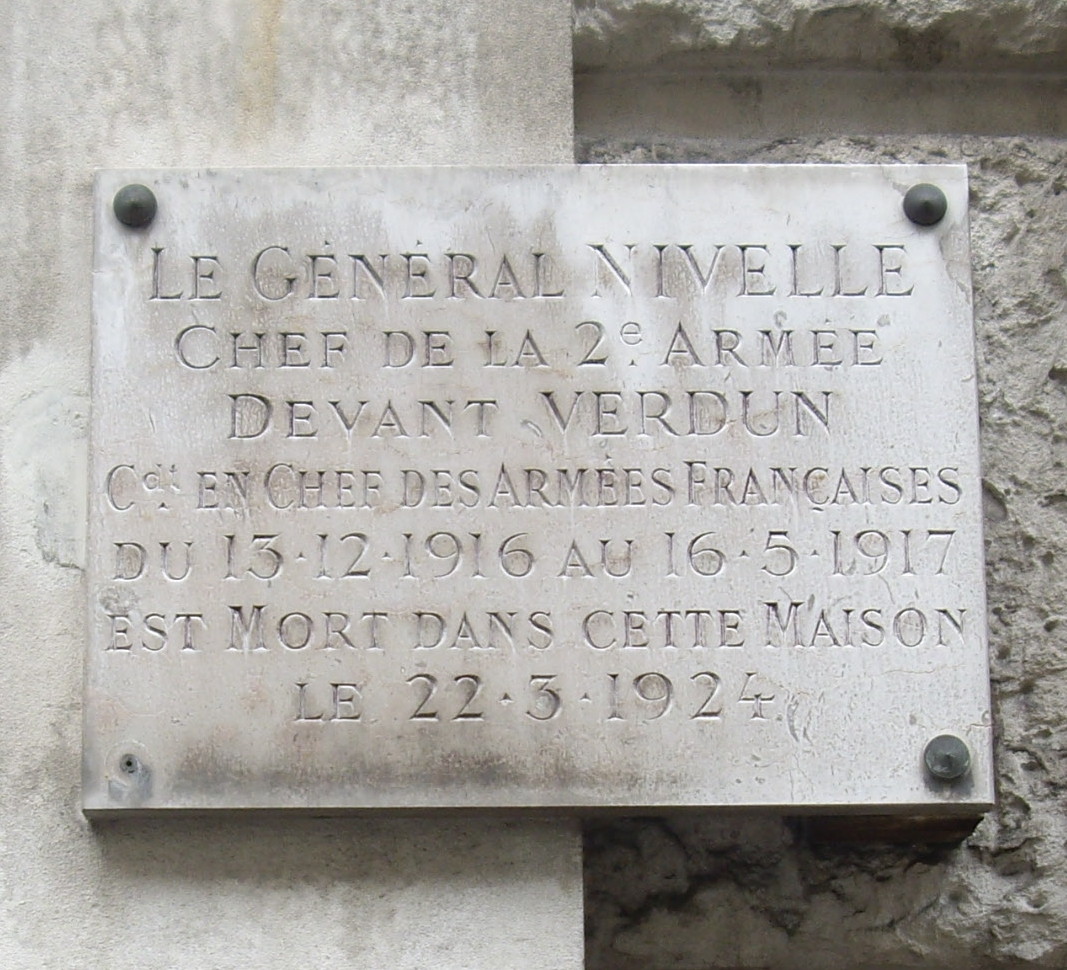
Placă în onoarea generalului Nivelle la nr. 33-35.
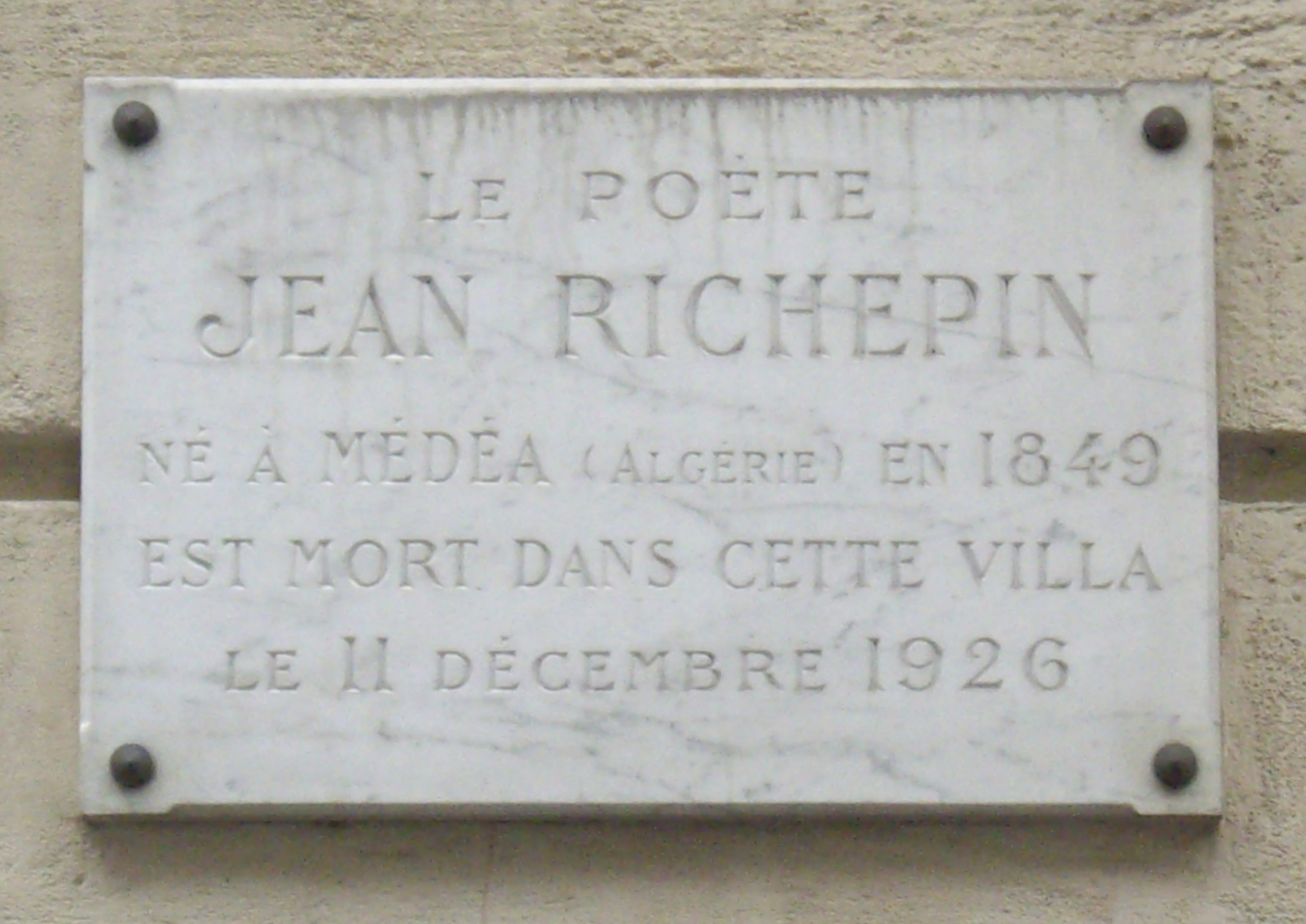
Placă în onoarea poetului Jean Richepin la nr. 85.
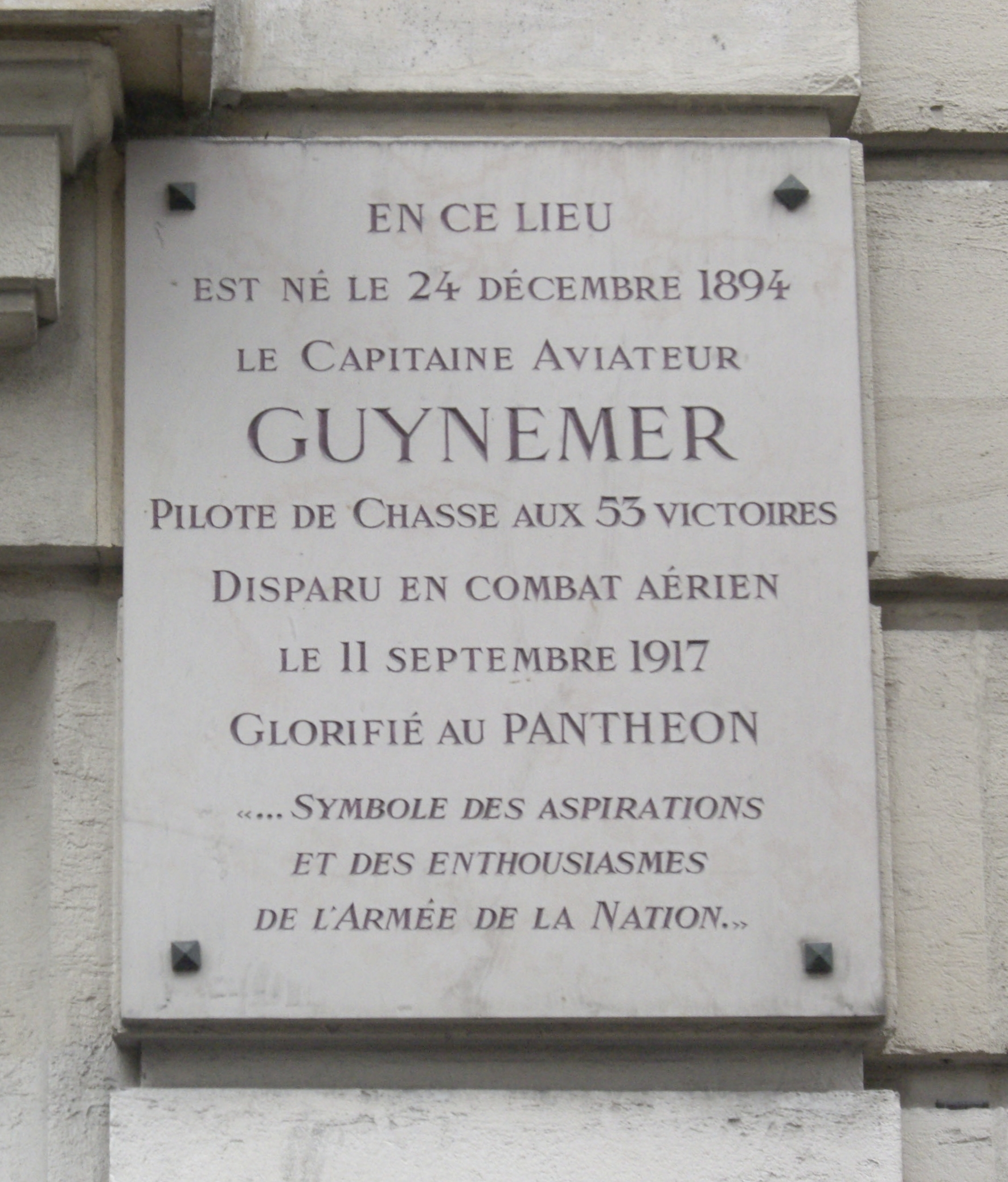
Placă în onoarea aviatorului Guynemer la nr. 89.
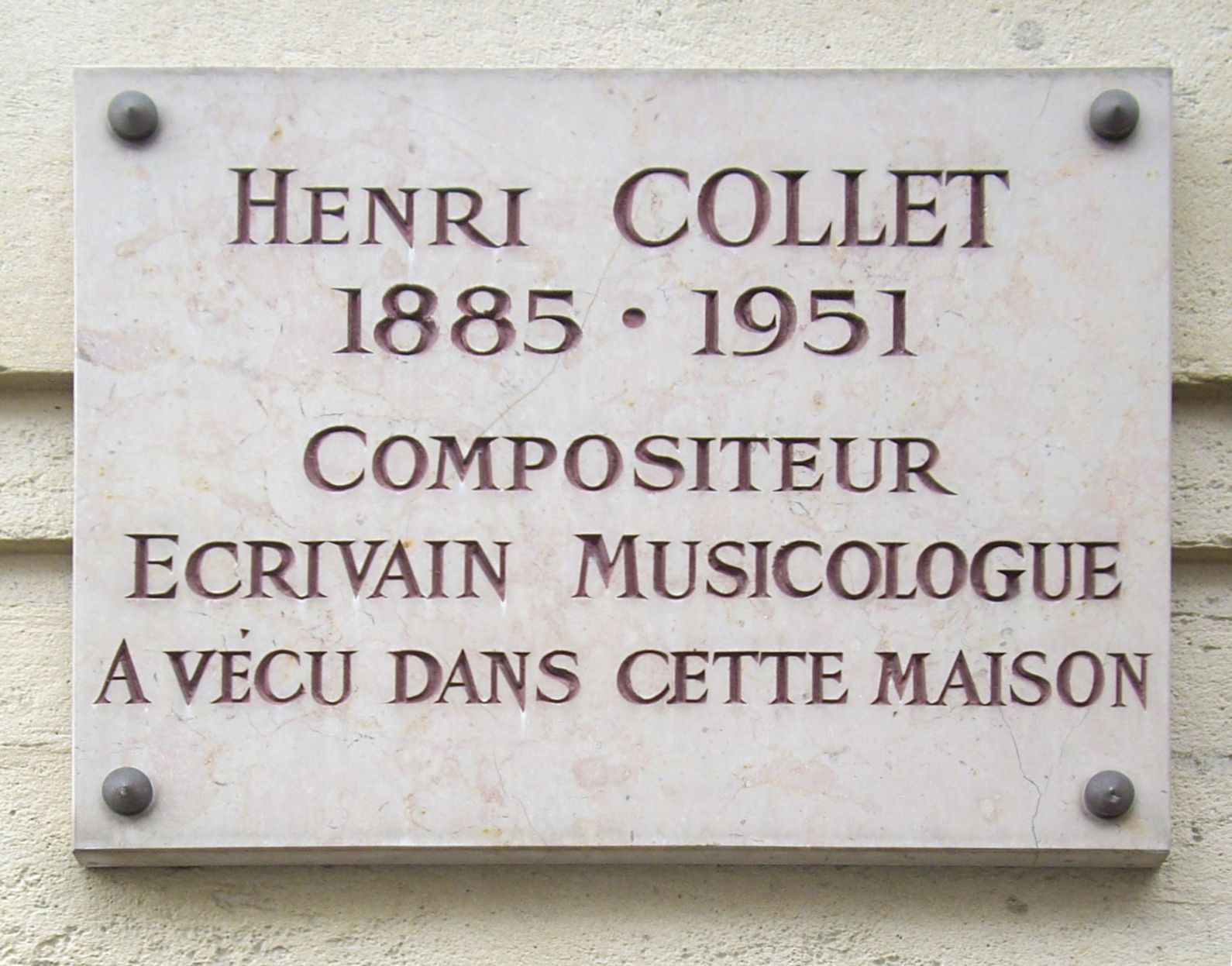
Placă în onoarea compozitorului Henri Collet la nr. 104.

### Clădiri distruse
- nr. 43: la acest număr se afla, în primii ani ai secolului al XX-lea, o pensiune de familie denumită pensiunea Mouton. În autobiografia sa, scriitorul american Julien Green, care a locuit acolo de două ori cu familia sa, oferă o descriere savuroasă.[4]
- nr. 148: amplasamentul hotelului Vignon (distrus); proprietarul său, sculptorul Claude Vignon (1828-1888), l-a contractat în anul 1866 pe pictorul Pierre Puvis de Chavannes pentru a realiza decorațiunile interioare.[5]

### Film
În filmul Ange al lui Ernst Lubitch, cu Marlene Dietrich în rol principal, prima și ultima scenă au loc pe rue de la Tour nr. 314 (număr fictiv), într-un bordel pentru oameni bogați deținut de un aristocrat rus emigrat în Paris. 

## Legături externe
- Rue de la Tour Arhivat în 30 martie 2017, la Wayback Machine. (Primăria din Paris)